# トゥルクシブ
『トゥルクシブ』（とぅるくしぶ、ロシア語: Турксиб、英語: Turksib、英語: Steel Road）は、1929年に 製作されたソビエト連邦のプロパガンダのモノクロサイレント映画。
革命ソ連の一大事業であったトルキスタン・シベリア鉄道の建設計画を、壮大なスケールで語ったヴィクトル・トゥーリン監督のドキュメンタリー映画。
30年度キネマ旬報ベストテン10位。

## スタッフ
- 監督：ヴィクトル・トゥーリン
- 撮影：エフゲニー・スラヴィンスキー、ボリス・フランツィソン
- ヴィクトル・トゥーリン、アレクサンダー・マヘレット、ヴィクトル・シュクロフスキー、Y.アーロン

## 製作
1928年3月にソビエト連邦で設立された東方の諸民族向けの映画製作所ヴォストーク・キノにより、1928年に始まった
トルキスタン・シベリア鉄道の記録映画として製作され、映画は1929年5月に完成、鉄道そのものは1930年4月に完成した。よって映画は鉄道建設全体の記録映画ではなく、鉄道建設を完了しようという国民へのアピールを目標としたメッセージ的ドキュメンタリー映画となっている。

## 公開
- イギリスでは、後に有名な記録映画作家となるジョン・グリアソンが、英語版を監修している。
- 日本では千代田洋行の手で輸入され、当時は珍しくほとんど検閲のカットもなく、ほぼ完全に上映されて大きな反響を巻き起こした[2]。

## 批評
- それはストーリィを全くうちすてて、壮大なスタイルにおいて、トルキスタン・シベリア鉄道の経済的必要とその建設をドラマ化したものである。それはその地方の経済的・地理的性格から問題を提示し、印象派的スタイルで鉄道建設のための材料の蒐集をドラマ化し、鉄道は一定の期間内に完成されなければならないというアピールをもち、見事に構成されたパッケージで終わっている。技術的スタイルからみても、そのアプローチの仕方からみても、『トゥルクシブ』は新しいドキュメンタリィの方法の生誕を画するもので、おそらく、ルットマン監督の映画『伯林 - 大都会交響楽』をも含めた他のあらゆる映画よりも、後世の発展に大きな影響をあたえた。[3]

## 影響
- 須井一（谷口善太郎の筆名）の短編小説『綿』(31年)で、貧農出身の主人公が状況した母親と映画館に入り、本作を見て感動する描写がある。